# لاسيب (عليا أردستان)
لاسیب (بالفارسية: لاسیب) هي منطقة سكنية تقع في إيران في قسم علیا الريفي. يقدر عدد سكانها بـ 148 نسمة .